# آلکسی گرن
آلکسی گرن (فرانسوی: Alexis Guérin‎؛ زادهٔ ۶ ژوئن ۱۹۹۲ ‏(۳۲ سال)) دوچرخه‌سوار اهل فرانسه است.
از باشگاه‌هایی که در آن رکاب زده‌است می‌توان به دلکو–مارسی پوونس کی‌تی‌ام اشاره کرد.